# Femme aux seaux
La Femme aux seaux est une toile du peintre Kasimir Malevitch, datée de 1912, durant une période cubo-futuriste. Elle est exposée au Musée d'Art moderne à New York.

## Origine
Au dos du tableau, son auteur a ajouté la mention « Décomposition dynamique de Paysanne aux seaux ». Il s'agit en effet d'une version cubo-futuriste d'un tableau du même peintre réalisé l'année précédente (1911) et exposé au Stedelijk Museum à Amsterdam.
Une transformation de modèle iconographique aussi radicale est rare dans l'histoire de la peinture, remarque Jean-Claude Marcadé. Il s'agit d'une réécriture d'un sujet par un même artiste dans des codes plastiques complètement différents et nouveaux, le tout en un temps rapproché. De l'idole d'une civilisation de pierre et de bois, en 1911, on passe à un échafaudage métallique, en 1912. Les seaux de bois et les sujets deviennent métal, tôles gondolées. Le primitivisme devient futurisme.
D'un tableau à l'autre, les éléments sont inversés de droite à gauche. Les éléments cylindriques, coniques, sont ajustés et restituent les mouvements de la marche de la paysanne et les volumes des corps. Le principe iconographique de la démultiplication du mouvement, introduit par les futuristes italiens, se retrouve ici comme dans la toile Le Rémouleur, qui date de la même époque cubo-futuriste de Malevitch. Les visages qui sont les pôles d'attraction de la toile de 1911 sont réduits à des cônes renversés dans celle de 1912.   

## Paysanne aux seaux et enfantde style néo-primitif

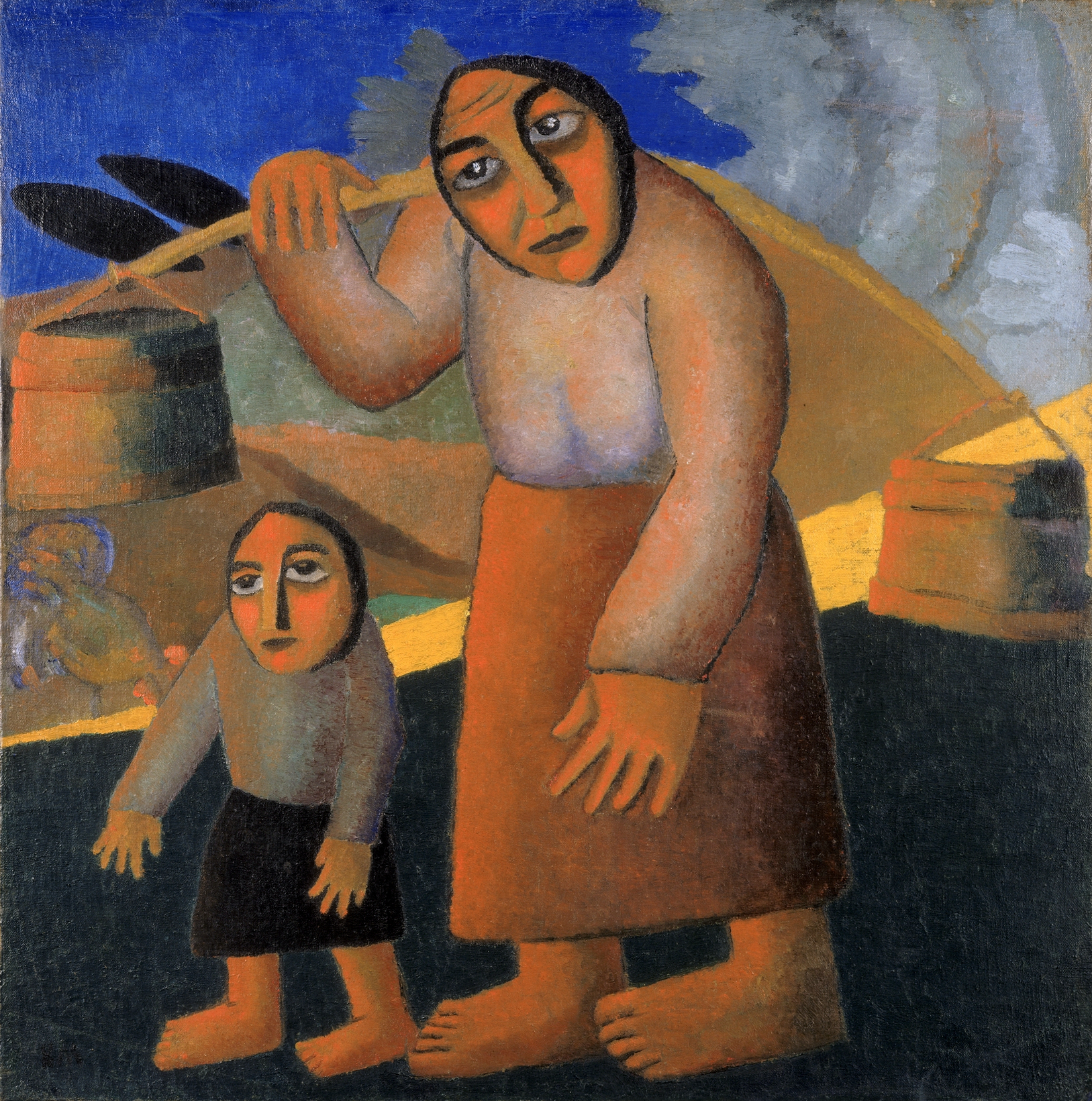
Malevich, Paysanne aux seaux et enfant, Stedelijk Museum à Amsterdam (1911).

Le néo-primitivisme russe reprend des traditions picturale de l'Orient. Alexandre Chevtchenko et Natalia Gontcharova vont jusqu'à prétendre, par des raccourcis polémique, qu'« il est devenu évident qu'il n'y a plus aucune raison d'utiliser les produits de l'Occident qui les a reçus de l'Orient… ». 
Leur sentiment encore confus est que les Russes « sont l'Asie », laquelle est le « berceau des Nations ».
Dans la Paysanne aux seaux de 1911, les fronts pointus et les traits ovales exagérés des visages sont soulignés et dessinés nettement, sans négligence. Les mains et les pieds évasés des personnages sont aplatis sur la toile. Les figures sont statiques, isolées à l'avant plan tandis que les courbes de la palangre et du chemin créent avec les arbres du mouvement en arrière-plan. Malevitch part aussi de la culture slave du loubok qui donne des allures très avant-gardistes à sa paysanne et son enfant qui semblent « comme venus des fins fonds de l'Orient », selon l'expression de Marcadé. Les yeux grands ouverts sont byzantins et ouverts sur une réalité qui n'est pas de ce monde. Ils ont la même gravité que celle des icônes. La disproportion des formes, la raideur des gestes, la présence d'un coq, à gauche, en train de picorer conserve à l'œuvre toute sa saveur naïve et primitive. Le poids des années de durs travaux aux champs transparait dans la forme des corps, des membres démesurés.      